# 田靖铁路
田靖铁路是田德铁路与德靖铁路合稱，为連接中國廣西壯族自治區百色市田東縣與靖西市的鐵路，田德铁路2010年7月23日开通。德靖铁路2012年12月30日开通试运，2013年5月18日开办货物运输。田德铁路与德靖铁路分别长72.6、39.9公里，田靖铁路全长112.5公里，有5座车站，设计时速120公里，为单线电气化II级铁路，以地方货运为主，2016年1月29日，靖西至南宁客运列车正式开行，田靖铁路开始兼顾客运功能。